# IC 3074
IC 3074 — галактика типу SBd () у сузір'ї Діва.
Цей об'єкт міститься в оригінальній редакції індексного каталогу.